# Huang Chieh
Huang Chieh (黃杰, Huáng Jié, 1902–1995) est un général du Kuomintang originaire du Hunan,.
Il combat l'armée impériale japonaise lors de la défense de la Grande Muraille mais, après la victoire du Parti communiste chinois en 1949, il se réfugie au Vietnam avec 30 000 hommes et s'installe temporairement sur l'île de Phú Quốc. Son armée rejoint finalement Taïwan en juin 1953. Il existe aujourd'hui une petite île artificielle sur le lac Chengcing qui fut construite en novembre 1955 et nommée « île de Phú Quốc » (富國島) en mémoire des soldats chinois fuyant les communistes en 1949.
Huang est gouverneur de la province de Taïwan de 1962 à 1969 puis ministre de la Défense nationale de 1969 à 1972.